# Konstnärsklubben

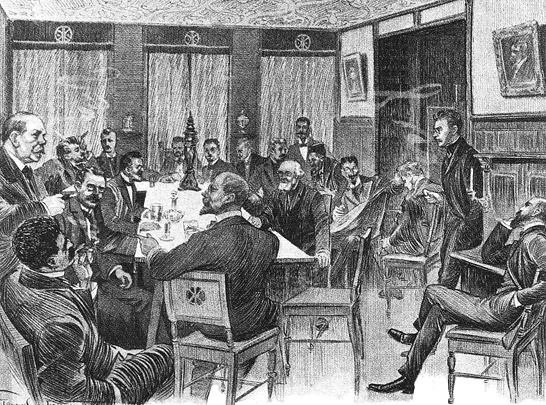
Möte på konstnärsklubben 1906, med bland annat Carl Larsson i mitten. Från tidningen Idun.

Konstnärsklubben är en social förening för manliga konstnärer, arkitekter och konsthistoriker, vars lokaler ligger i Konstnärshuset i Stockholm. Klubbens kvinnliga motsvarigheter är föreningarna Nya Idun och Föreningen Svenska Konstnärinnor.

## Historia
Föreningen grundades 1856 av Johan Christoffer Boklund. Professorn i arkitektur vid Konstakademien Fredrik Wilhelm Scholander blev från begynnelsen en ledande gestalt och inspiratör i klubben. Konstnärsklubben hade ingen fast mötesplats under de första 43 åren, utan man sammanträdde på olika källare och värdshus i Stockholm, men sedan 1899 har Konstnärshuset varit klubbens fasta hemvist.
År 1857 bildades klubbens lånekassa, och år 1888 kom idén att skapa en sjuk- och understödskassa. Klubben började för att samla in medel ge ut tidskriften Jul, som i många år gav bidrag till behövande konstnärer.
1936 togs initiativet till det som skulle bli Konstnärernas hjälpfond, och fonden förvaltar idag omkring 100 miljoner kronor. 
Redan från Konstnärsklubbens start har ledamöterna haft för vana att teckna av varandra på bordsduken under sammankomsterna. Dessa "bordsteckningar" har sparats och är idag ett unikt porträttgalleri som finns i Konstnärsklubbens arkiv.

## Kritik
Kritik mot Konstnärsklubben och dess enkönade sammansättning har framförts av bland annat Vanja Hermele i boken Konsten - så funkar den (inte). Konstfackseleven Fia-Stina Sandlund skapade 2003 en ljudinstallation kallad Konstnärsklubben – som en enda stor familj som blev mycket uppmärksammad. Installationen, som väckte mycket debatt, bestod av bland annat av inspelade samtal med medlemmar i klubben och en ung konstnär som berättade hur hon buats ut av flera medlemmar när hon som första kvinnliga Konstfackselev fått stipendium.
Performativ kritik mot Konstnärsklubbens försvårande av Konstnärshusets konstnärliga uppdrag har även genomförts genom en rad konstnärliga event och utställningar kuraterade av konstnären Åsa Elieson genom projektet Power Distortion. Power Distortion startade 2011 med stöd av bland andra Svenska konstnärernas förening (SKF).